# Emarginula phrixodes
Emarginula phrixodes är en snäckart som beskrevs av Dall 1927. Emarginula phrixodes ingår i släktet Emarginula och familjen nyckelhålssnäckor. Inga underarter finns listade i Catalogue of Life.